# 貝塚市立第三中学校
貝塚市立第三中学校（かいづかしりつ だいさんちゅうがっこう）は、大阪府貝塚市にある公立中学校。

## 沿革
1947年の学制改革の際、貝塚市では市域全域を校区とし、男子中学校の貝塚市立第一中学校と女子中学校の貝塚市立第二中学校が設置された。
翌1948年には第二中学校の第二校舎（葛城小学校内）を継承する形で貝塚市立第三中学校が発足した。同時に各中学校の男女共学化と市域の3中学校校区への分割がおこなわれ、第一・第二の両中学校から生徒を編入している。
1948年以降現在地に校舎の新設工事がおこなわれ、1948年10月5日には第一・第二・第三の3中学校の合同で新校舎落成記念式が第三中学校で挙行されている。

## 出身者
- 久川綾（声優）
- 川端慎吾（プロ野球選手、東京ヤクルトスワローズ）
- 川端友紀（元女子プロ野球選手、イースト・アストライア）
- 中川貴志（芸人、ランディーズ）

## 交通
- 水間鉄道水間線 三ヶ山口駅 東へ約800m。